# Újpázova
Újpázova (szerbül:Nova Pazova, Нова Пазова) település Szerbiában, a Vajdaságban, a Szerémségi körzetben, Ópázova községben.

## Demográfiai változások
| 1948  | 1953  | 1961   | 1971   | 1981   | 1991   | 2002   |
| ----- | ----- | ------ | ------ | ------ | ------ | ------ |
| 4 604 | 6 082 | 10 990 | 10 658 | 15 488 | 16 016 | 18 214 |